# Stare termodinamică
În termodinamică o stare termodinamică a unui sistem este starea acestuia la un moment dat; complet identificată prin valorile unui set adecvat de parametri de stare. Odată ce un astfel de set de valori ale parametrilor termodinamici a fost specificat pentru un sistem, valorile tuturor proprietăților termodinamice ale sistemului sunt determinate în mod unic. De obicei, implicit, o stare termodinamică este considerată una de echilibru termodinamic. Aceasta înseamnă că starea nu este doar starea sistemului la un moment dat, ci că starea sa este aceeași, neschimbătoare, pe o perioadă nedefinită de timp.

## Parametri care definesc o stare termodinamică
Parametrii care definesc o stare termodinamică sunt:
- Temperatura, (T), reprezintă energia cinetică medie a particulelor dintr-un sistem. Este o măsură a cât de cald sau rece este un sistem.
- Presiunea, (p), este forța exercitată de particulele unui sistem asupra unei unități de suprafață a limitelor (suprafețelor de control[2]) sistemului.
- Volumul, (V), este spațiul ocupat de sistem.
- Compoziția chimică definește cantitatea din fiecare substanță prezentă în sistemele cu mai mult de o componentă (de exemplu, amestecuri).

Ca funcții de stare, temperatura, presiunea și volumul admit diferențiale exacte (diferențiale totale).

## Calea termodinamică
Când un sistem trece de la o stare la alta, se spune că în cursul transformării respective parcurge o cale. Calea poate fi descrisă prin modul în care variază proprietățile, exemple fiind calea izotermică (la temperatura constantă), cea izobară (la presiune constantă) etc.
Termodinamica stabilește o structură idealizată care poate fi rezumată printr-o schemă formală de definiții și postulate. Stările termodinamice sunt noțiuni fundamentale (primitive) ale schemei, pentru care existența lor este primară, nefiind derivate din alte noțiuni.
Un sistem termodinamic nu este pur și simplu un sistem fizic. În general, un număr infinit de sisteme fizice diferite pot cuprinde un sistem termodinamic dat, deoarece, în general, un sistem fizic are mult mai multe caracteristici microscopice decât sunt menționate într-o descriere termodinamică. Un sistem termodinamic este un obiect macroscopic, ale cărui detalii microscopice nu sunt luate în considerare în mod explicit în descrierea sa termodinamică. Numărul de parametri de stare necesari pentru a specifica starea termodinamică depinde de sistem și nu este întotdeauna cunoscut înainte de experiment; de obicei ei se stabilesc experimental. Numărul lor este întotdeauna de doi sau de mai mulți; de obicei nu sunt mai mulți de vreo duzină. Deși numărul de parametri de stare este fixat prin experiment, rămâne alegerea cărora să fie folosiți pentru o anumită descriere, convenabilă. Un anumit sistem termodinamic poate fi identificat prin mai multe alegeri diferite ale setului de parametri de stare. Alegerea se face de obicei pe baza suprafețelor de control și a mediului ambiant, care sunt relevante pentru procesele termodinamice care trebuie luate în considerare în sistem. De exemplu, dacă se intenționează să se ia în considerare transferul de căldură pentru sistem, atunci o suprafață de control a sistemului ar trebui să fie permeabilă la căldură (diatermană), iar acea suprafață ar trebui să conecteze sistemul la un corp din mediul ambiant, care are o temperatură definită, invariabilă în timp.
Pentru o stare termodinamică în echilibru a unui sistem, conținutul acestuia este în echilibru termodinamic intern, cu fluxuri zero ale tuturor cantităților, atât interne, cât și între sistem și mediul ambiant. Pentru Max Planck, caracteristica primară a unei stări termodinamice a unui sistem care constă dintr-o singură fază, în absența unui câmp de forță impus extern, este omogenitatea spațială. În termodinamica de neechilibru, un set adecvat de parametri care definesc starea sunt unele variabile macroscopice, de exemplu un gradient spațial de temperatură diferit de zero, care indică îndepărtarea de la echilibrul termodinamic. Astfel de variabile de stare care identifică dezechilibrul indică faptul că un flux diferit de zero poate avea loc în sistem sau între sistem și mediul ambiant.

## Parametri de stare și funcții de stare
Un sistem termodinamic poate fi identificat sau descris în diferite moduri. Cel mai direct poate fi descris printr-un set adecvat de parametri de stare (variabile de stare). Mai puțin direct, poate fi descris printr-un set adecvat de mărimi care include variabile de stare și funcții de stare.
Identificarea stării termodinamice a unui corp se face prin mărimi fizice obișnuite, direct măsurabile. Pentru unele scopuri simple, pentru un corp dat cu o compoziție chimică dată, un set suficient de astfel de mărimi este „volumul și presiunea”.
Pe lângă variabilele fizice obișnuite măsurabile direct care identifică inițial o stare termodinamică a unui sistem, sistemul este caracterizat de cantități suplimentare numite funcții de stare. Ele sunt determinate în mod unic de starea termodinamică, așa cum a fost identificată de variabilele de stare inițiale. Există multe astfel de funcții de stare. Exemple sunt energia internă, entalpia, energia liberă Helmholtz, entalpia liberă Gibbs, entropia și exergia.
O trecere a unui sistem termodinamic de la o stare termodinamică inițială la o stare termodinamică finală este cunoscută ca transformare termodinamică sau proces termodinamic. De obicei, aceasta presupune un transfer de materie sau/și energie între sistem și mediul ambiant. În orice proces termodinamic, oricare ar fi condițiile intermediare în timpul trecerii, modificarea totală respectivă a valorii fiecărei variabile de stare depinde doar de stările inițială și finală. Pentru un proces idealizat continuu sau cvasistatic, aceasta înseamnă că modificările infinitezimale ale acestor variabile sunt diferențiale exacte. Împreună, schimbările incrementale de-a lungul procesului și stările inițială și finală determină complet procesul idealizat.
În exemplul simplu citat cel mai frecvent, un gaz ideal, variabilele termodinamice ar fi oricare trei variabile din următoarele patru:  masa, presiunea, volumul și temperatura. Astfel, starea termodinamică ar varia într-un spațiu de stări tridimensional. Variabila rămasă, precum și alte cantități, precum energia internă și entropia, ar fi exprimate ca funcții de stare ale acestor trei variabile. Funcțiile de stare satisfac anumite constrângeri universale, exprimate în principiile termodinamicii, și depind de particularitățile materialelor care compun sistemul concret.
Au fost dezvoltate diferite diagrame termodinamice pentru a modela tranzițiile dintre stările termodinamice.

## Starea de echilibru
Sistemele fizice din natură sunt practic întotdeauna dinamice și complexe, dar în multe cazuri sistemele fizice macroscopice pot fi descrise ținând cont de asemănarea cu sistemele care sunt în ideale. O astfel de condiție ideală este să fie într-o stare stabilă, în care variabilele de stare nu variază în timp. O astfel de stare este un obiect primitiv al termodinamicii clasice și se numește stare de echilibru. Pe baza multor observații, termodinamica postulează că toate sistemele care sunt izolate de mediul ambiant vor evolua astfel încât să se apropie de stări unice de echilibru stabil. Există un număr de tipuri diferite de echilibru, care corespund unor variabile fizice diferite, iar un sistem atinge echilibrul termodinamic atunci când sunt îndeplinite simultan condițiile tuturor tipurilor relevante de echilibru. Mai jos sunt enumerate câteva tipuri diferite de echilibru.
- Echilibrul termic: Când temperatura într-un sistem este uniformă, sistemul este în echilibru termic.
- Echilibrul mecanic: Dacă în fiecare punct al unui sistem dat nu există nicio modificare a presiunii în timp și nu există nicio mișcare a materialului, sistemul este în echilibru mecanic.
- Echilibrul fazelor: Acest lucru se întâmplă atunci când masa pentru fiecare fază individuală atinge o valoare care nu se modifică în timp.
- Echilibrul chimic: La echilibrul chimic, compoziția chimică a unui sistem s-a stabilizat și nu se modifică în timp.